# Hisao Ōtsuka
Hisao Ōtsuka (大塚久雄, Ōtsuka Hisao) est un historien japonais. Il est à l'origine d'une école historiographique influente après la Seconde Guerre mondiale au Japon, dite école historique Ōtsuka (大塚史学, Ōtsuka shi gaku).

## Source
- Isao Hirota, « Grandes tendances de l'historiographie japonaise depuis Meiji », Histoire, économie et société, vol. 25, no 2,‎ 2006, p. 165-179 (lire en ligne, consulté le 26 juillet 2016)